# Abem Finkel
Abem Finkel est un scénariste américain né le 6 décembre 1889 à New York (État de New York) et mort le 10 mars 1948 à San Diego (Californie).

## Biographie
Films d'une famille liée au théâtre juif de New York, il fait ses études au City College of New York.
Après avoir été régisseur de théâtre à New York, il part à Hollywood en 1931, où il écrira des scénarios pour Columbia Pictures et Warner Bros..

## Filmographie
- 1931 : The Deceiver (en) de Louis King
- 1934 : On a tué ! (Hi, Nellie!) de Mervyn LeRoy
- 1944 : The Hundred Pound Window de Brian Desmond Hurst
- 1935 : Stars Over Broadway de William Keighley
- 1935 : Agent spécial de William Keighley
- 1935 : Furie noire de Michael Curtiz
- 1936 : La Femme de l'ennemi public de Nick Grinde
- 1936 : Road Gang de Louis King
- 1937 : That Man's Here Again de Louis King
- 1937 : Femmes marquées de Lloyd Bacon et Michael Curtiz
- 1937 : La Légion noire de Archie Mayo et Michael Curtiz
- 1938 : L'Insoumise de William Wyler
- 1938 : La Femme errante (White Banners) de Edmund Goulding
- 1938 : Sergeant Murphy de B. Reeves Eason
- 1941 : Bullets for O'Hara (en) de William K. Howard
- 1941 : Sergent York de Howard Hawks
- 1942 : Le Caïd de Lewis Seiler
- 1945 : God Is My Co-Pilot de Robert Florey
- 1945 : Cette nuit et toujours de Victor Saville
- 1947 : Time Out of Mind de Robert Siodmak
- 1948 : The Tender Years de Harold D. Schuster

## Distinctions
- Oscars 1942 : Nomination pour l'Oscar du meilleur scénario original (Sergent York), conjointement avec Harry Chandlee, John Huston et Howard Koch